# Sven Heinemann

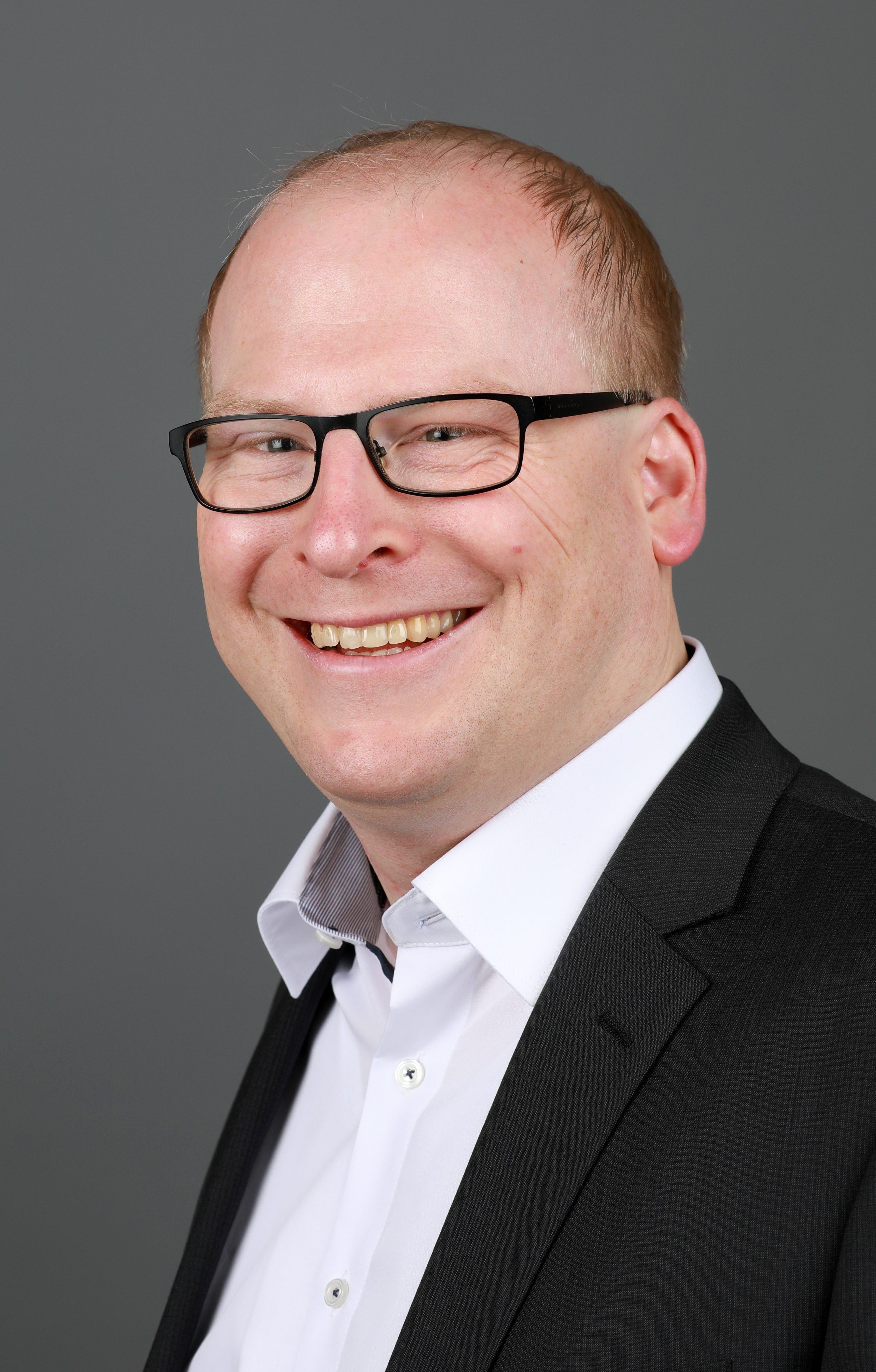
Sven Heinemann (2017)

Sven Heinemann (* 26. Oktober 1978 in Baden-Baden) ist ein deutscher Politiker (SPD) und seit 2011 Mitglied des Abgeordnetenhauses von Berlin. Seit Januar 2022 ist er Landesgeschäftsführer der Berliner SPD.

## Leben und Beruf
Heinemann erreichte 1999 an der Klosterschule vom Heiligen Grab in Baden-Baden sein Abitur. Von 2000 bis 2008 studierte er Sozialwissenschaften an der Humboldt-Universität zu Berlin. Als freier Mitarbeiter schrieb er in seiner Schul- und Studienzeit unter anderem für die Berliner Morgenpost und die Berliner Zeitung. Neben seinem Studium begann Heinemann sich politisch zu engagieren und wurde 2001 Mitglied der SPD. Studiumsbegleitend arbeitete er unter anderem für den Bundesvorstand der SPD und als wissenschaftlicher Mitarbeiter der Landesgruppe Nordrhein-Westfalen und die Abgeordnete Petra Weis im Deutschen Bundestag. Seine sozialwissenschaftliche Ausbildung schloss er 2008 mit einer Diplomarbeit zum Thema Privatisierung von Stadt am Beispiel Berlin ab.
Nach Abschluss des Studiums arbeitete Heinemann von 2009 bis 2013 als Referent beim Bundesministerium für Verkehr, Bau und Stadtentwicklung. Seit 2015 ist er Referent in der Grundsatzabteilung des Bundesministeriums für Umwelt, Naturschutz, Bau und Reaktorsicherheit.
Sven Heinemann ist Mitglied mehrerer parteiinterner, parteinaher und gemeinnütziger Verbände, unter anderem DL21, ver.di, AWO und KulturRaum Zwingli-Kirche.

## Politik

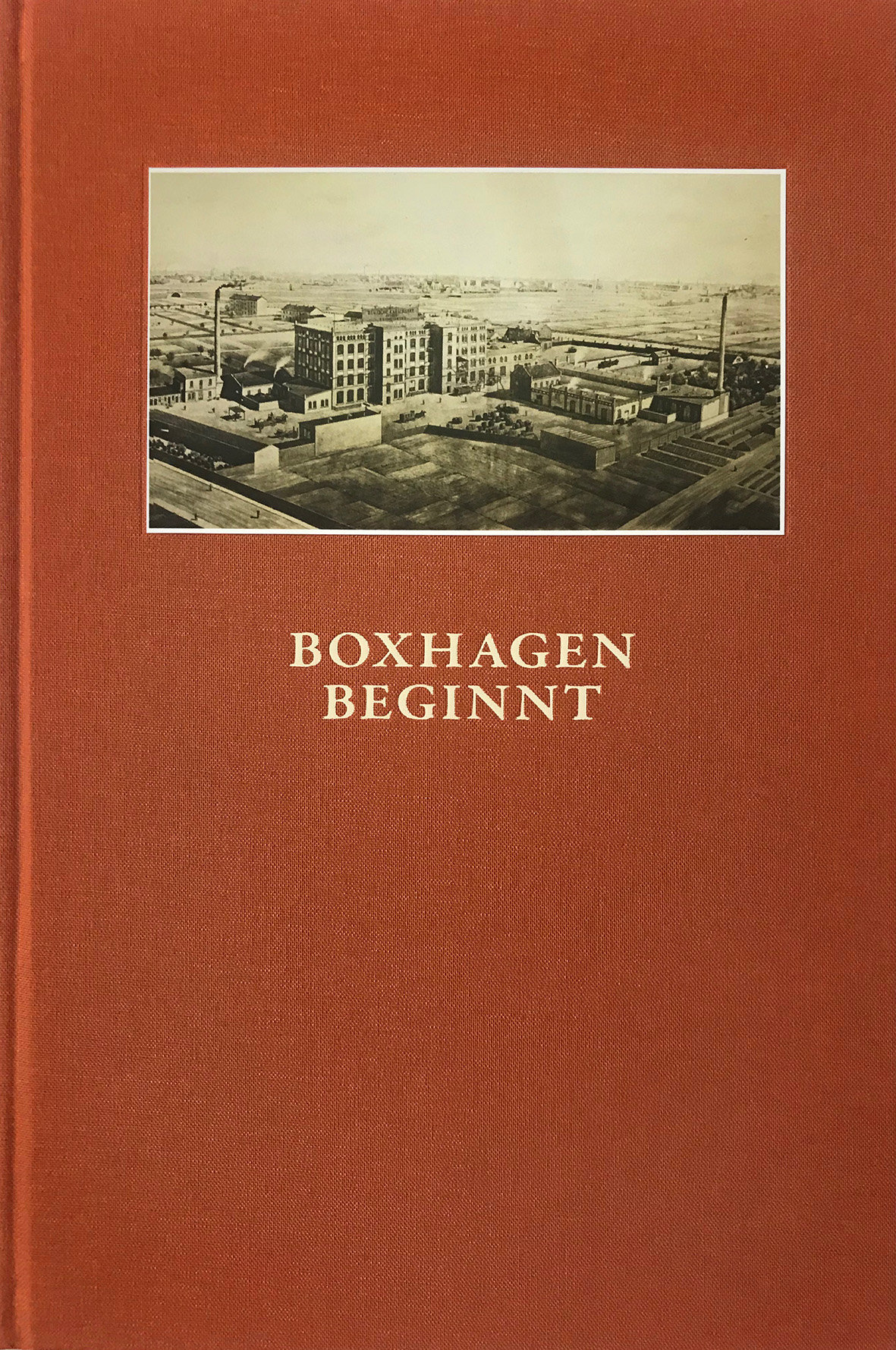
Sven Heinemann - Boxhagen beginnt (2016) Buchcover

2001 wurde Sven Heinemann Mitglied der SPD. Während seiner Studienzeit war er Sprecher der Jungsozialisten Friedrichshain-Kreuzberg (2003–2008) und stellvertretender Vorsitzender der Jungsozialisten Berlins (2004–2008). Von 2006 bis 2011 war er gleichzeitig Bürgerdeputierter des Ausschusses für Umwelt, Verkehr und Wohnen in der Bezirksverordnetenversammlung Friedrichshain-Kreuzberg. Seit 2008 ist er Vorsitzender der Abteilung 13 der SPD Friedrichshain-Kreuzberg. Seit Januar 2022 ist er Landesgeschäftsführer der Berliner SPD.
Am 18. September 2011 gelang Heinemann bei der Wahl zum Abgeordnetenhaus von Berlin 2011 der Einzug als Abgeordneter in das Berliner Parlament. Zur Abgeordnetenhauswahl 2016 wurde er erneut gewählt. Bei der Abgeordnetenhauswahl 2021 und der Wiederholungswahl 2023 konnte er seinen Sitz im Abgeordnetenhaus verteidigen. Er ist seit 2011 Mitglied des Hauptausschusses und der Unterausschüsse Vermögen und Beteiligungsmanagement und Controlling. Die SPD-Fraktion im Berliner Abgeordnetenhaus vertritt er seit 2016 als vermögenspolitischer Sprecher. Seit 2018 ist er außerdem Vorsitzender des Arbeitskreises Haushalt und Finanzen der SPD-Fraktion im Abgeordnetenhaus von Berlin und Mitglied im Fraktionsvorstand.

## Publikationen
Neben seiner politischen Tätigkeit ist Sven Heinemann Autor mehrerer regionalgeschichtlicher Publikationen.
- Kleine Geschichte der SPD Friedrichshain. Von der Kaiserzeit bis zur Gegenwart. Selbstverlag, Berlin 2013.
- Kleine Geschichte des Boxhagener Platzes. 1905–2015. Friedrichshainer Wochenmarktgesellschaft GbR, Berlin 2015, ISBN 978-3-00-049953-1.
- Boxhagen beginnt. Die historische Entwicklung des Grundstücks Boxhagener Straße 79–82 von 1771 bis heute. Bauwert Aktiengesellschaft, Berlin 2016.
- mit Burkhard Wollny: Mythos Ostkreuz. Die Geschichte des legendären Berliner Eisenbahnknotens 1842 bis heute. Verlagsgruppe Bahn, Fürstenfeldbruck 2018, ISBN 978-3837518856.
- Die Berliner Ringbahn: die Geschichte der legendären Eisenbahnstrecke 1871 bis heute. GeraMond Verlag, München 2021, ISBN 978-3-96453-300-5.